# Hluhiv Perșîi, Radomîșl
Hluhiv Perșîi (în ucraineană Глухів Перший) este un sat în orașul raional Radomîșl din raionul Radomîșl, regiunea Jîtomîr, Ucraina.

## Demografie
Componența lingvistică a localității Hluhiv Perșîi
     Ucraineană (95,63%)
     Rusă (2,62%)
     Română (1,31%)
Conform recensământului din 2001, majoritatea populației localității Hluhiv Perșîi era vorbitoare de ucraineană (95,63%), existând în minoritate și vorbitori de rusă (2,62%) și română (1,31%).